# Christian Radich
 (juin 2025).
Le Christian Radich est un trois-mâts carré construit par Framnæs Mekaniske Værksted à Sandefjord en Norvège grâce au mécénat d’un homme d’affaires sans héritier, Christian Radich, qui, à sa mort en 1889, légua 50 000 couronnes à l’association Christiana School-ship pour la construction d’un trois-mâts.  Les travaux ne débutèrent qu'en 1935.
Conçu pour servir de navire-école de la marine marchande norvégienne, il fut livré le 17 juin 1937.
Il est basé à Oslo et navigue sous le numéro d'immatriculation OMI 5071729. Depuis 1999, il est exploité dans le cadre de croisières payantes et participe à de nombreux événements maritimes européens comme les Tall Ships' Races.
Le Christian Radich a une longueur hors-tout de 73 mètres (62,5 mètres pour la coque), un maître-bau de 9,7 mètres et un tirant d'eau de 4,7 mètres pour un déplacement de 1 050 tonnes. Il peut atteindre une vitesse de 14 nœuds sous voiles, 10 nœuds au moteur. Son équipage se compose de 18 hommes et il peut embarquer jusqu'à 88 passagers.